# 大河一司
大河 一司（おおかわ かずし、1956年〈昭和31年〉5月12日 - ）は、日本の実業家。千代田化工建設元会長。

## 経歴
1980年（昭和55年）慶應義塾大学法学部を卒業し、同年4月、三菱商事に入社。同社輸送通信機器部勤務、重機部勤務、米国三菱商事会社勤務、プラント・産業機械事業本部付部長、千代田化工建設事業推進室付、三菱商事執行役員、千代田化工建設取締役、三菱商事執行役員プラント・エンジニアリング事業本部長、同社常務執行役員機械グループCOO、同社常務執行役員機械グループCEO、同社常勤顧問を経て、2019年（平成31年）6月に千代田化工建設代表取締役会長CEOに就任した。2020年（令和2年）4月より同社CWOを兼任した。2021年（令和3年）6月、同社特別顧問に退いた。世界規模での事業展開を指揮してきた実績やプラント業務にも精通している点から会長に推され、経営不振に陥った同社においてリスク管理体制の改善、ガバナンス強化にあたった。ほか、同社主力の液化天然ガス（LNG）分野以外の売上高比率を2割から2030年に35%に引き上げるとする目標を掲げ、2019年の4～6月期連結決算で22億円の黒字を計上するなど経営再建に尽力した。ほか、一般財団法人中東協力センター理事を歴任した。